# Tengerisaláta
A tengerisaláta (Ulva lactuca) az Ulvales rendjébe és az Ulvaceae családjába tartozó faj.
Nemzetségének a típusfaja.

## Előfordulása
Világszerte elterjedt. Az előfordulási területe Európa tengervizeiben; többek között a Balti-, az Északi- és Földközi-tengerben, továbbá az Atlanti-óceán északi felében és a Mexikói-öbölben van. Ez a tengeri növényfaj még megtalálható az Indiai-óceánban Afrikától Ausztráliáig, valamint a Csendes-óceán egyes északi területén.
Egyaránt megtalálható a mérsékelt övi és a trópusi övi tengerek partközeli vizeiben.

## Megjelenése
Ennek a növénynek egy kis, korong alakú rögzítőkészüléke van, amelyből 20–30 centiméter átmérőjű, áttetsző, két sejt vastagságú telepet nevel. A telepek színe mindig világoszöld.

## Szaporodása
Szaporodása nemzedékváltakozásos.

## Felhasználása
Tavasszal és nyár elején tömegesen fejlődik, ilyenkor szedik, majd az alaposan megmosott algát péppé főzik. Skóciában hagyományosan salátát vagy levest, helyenként kenyeret is készítenek belőle.

## Változatai, alakjai
- Ulva lactuca var. bullosa Hornemann
- Ulva lactuca var. contorta Lyngbye
- Ulva lactuca var. crispa P.J.L.Dangeard
- Ulva lactuca var. curvatiformis Schiffner
- Ulva lactuca var. fasciata (Delile) Hering vagy (Delile) Schiffner
- Ulva lactuca var. genuina Schiffner
- Ulva lactuca var. lacinata (J.Agardh)
- Ulva lactuca var. laciniata (J.Agardh) Schiffner
- Ulva lactuca var. lacinulata (Kützing) W.R.Taylor, 1960
- Ulva lactuca var. latissima (Linnaeus) Hariot vagy (C.Linnaeus) T.Edmondston
- Ulva lactuca var. longissima Montagne
- Ulva lactuca var. macrogyna Reinsch, 1890
- Ulva lactuca var. maxima P.J.L.Dangeard
- Ulva lactuca var. mesenteriformis (Roth) Collins, 1900
- Ulva lactuca var. myriotrema (P.L.Crouan & H.M.Crouan) Bornet
- Ulva lactuca var. palmata (C.Agardh) Montagne
- Ulva lactuca var. perforata Rodríguez y Femenías, 1889
- Ulva lactuca var. pulvinata (O.C.Schmidt) Lami, 1969
- Ulva lactuca var. rigida (C.Agardh) Hariot
- Ulva lactuca var. rosulans Schiffner, 1916
- Ulva lactuca var. simplex Rudolphi, 1831
- Ulva lactuca var. spiralis (Hornemann) Lange
- Ulva lactuca var. umbilicalis Rudolphi, 1831
- Ulva lactuca var. umbilicata Wallroth
- Ulva lactuca f. australis (Kützing) Schiffner
- Ulva lactuca f. consociata P.J.L.Dangeard
- Ulva lactuca f. contorta (Lyngbye) Gomont
- Ulva lactuca f. cribrosa (J.Agardh) De Toni
- Ulva lactuca f. crispa P.J.L.Dangeard
- Ulva lactuca f. dillenii Le Jolis
- Ulva lactuca f. foraminata Deckenbach
- Ulva lactuca f. genuina Hauck, 1884
- Ulva lactuca f. laciniata (J.Agardh) De Toni, 1889
- Ulva lactuca f. lapathifolia (Kützing) Hauck, 1884
- Ulva lactuca f. latissima Schiffner vagy (C.Linnaeus) J.H.Kylin
- Ulva lactuca f. lobata (Kützing) Hauck
- Ulva lactuca f. myriotrema (R.Lenormand ex Kützing) G.B.De Toni
- Ulva lactuca f. rigida De Toni vagy (C.Agardh) Hylmö

## Képek

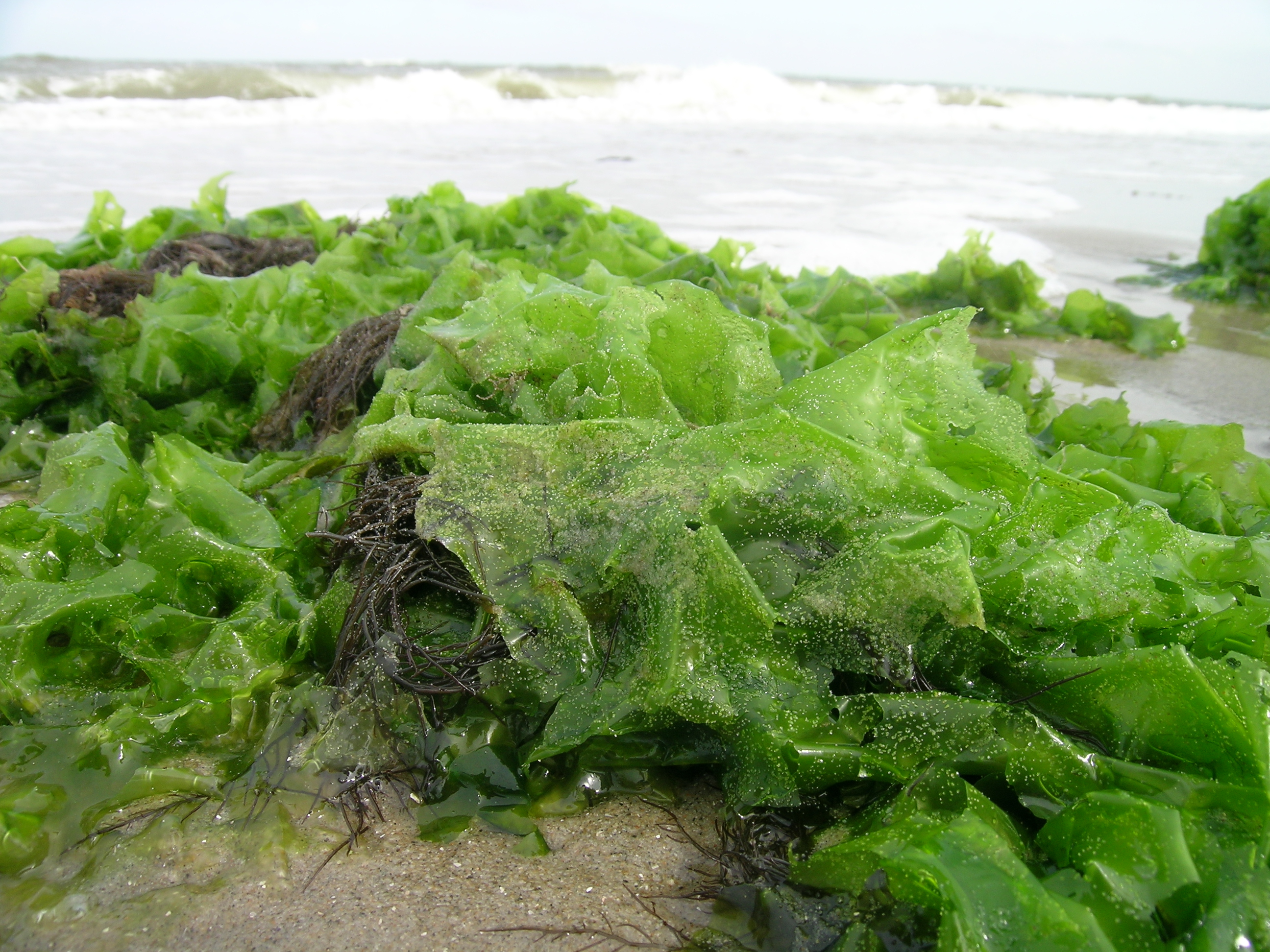
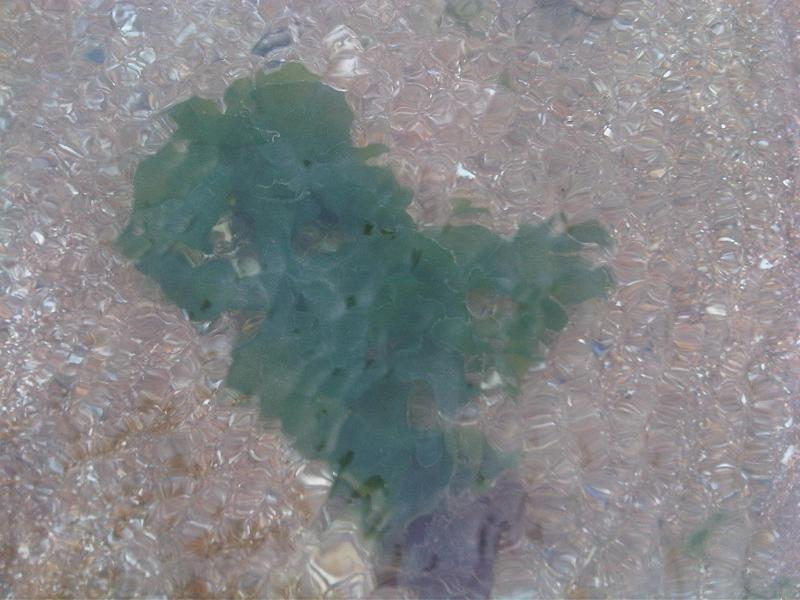
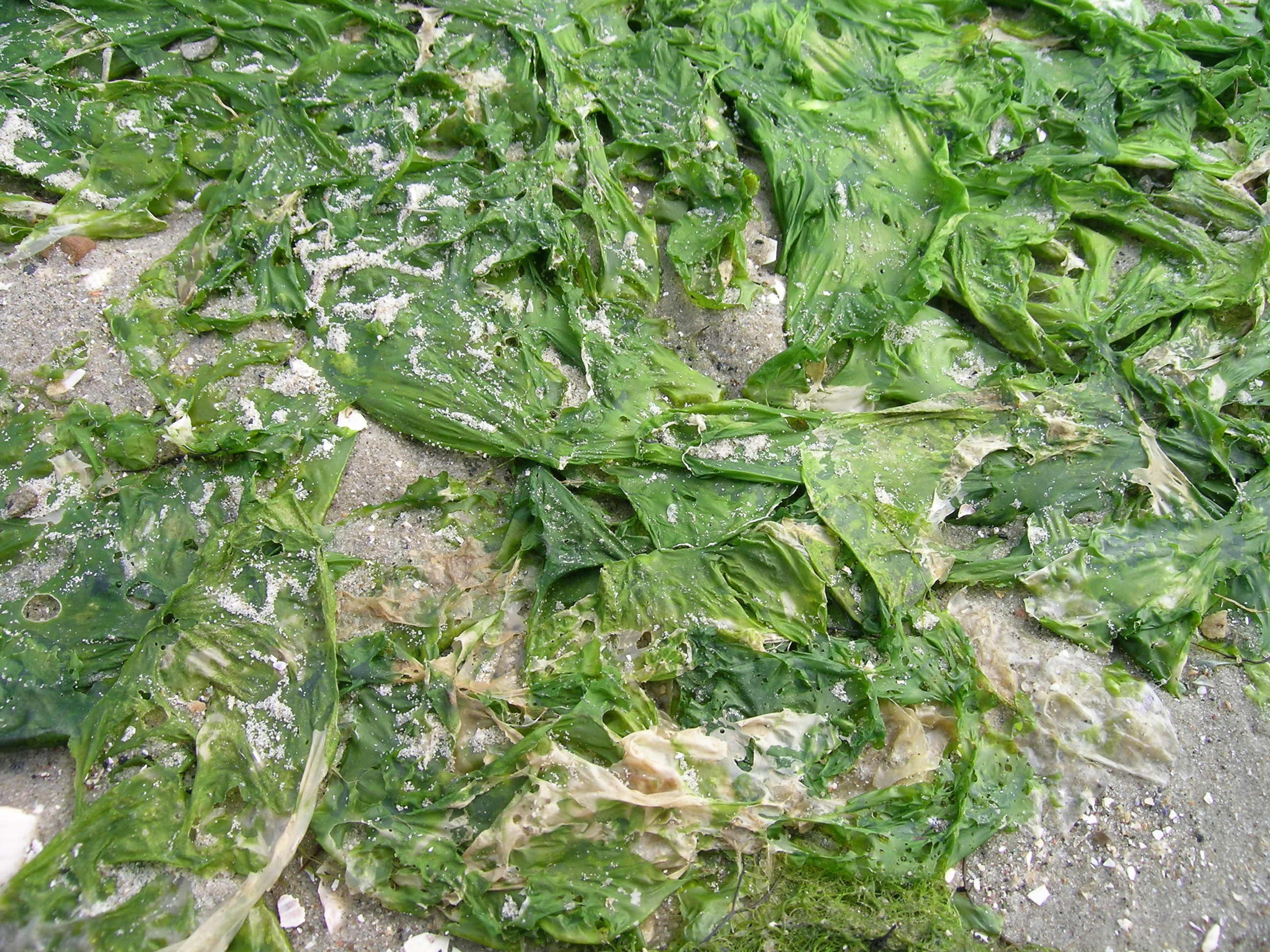
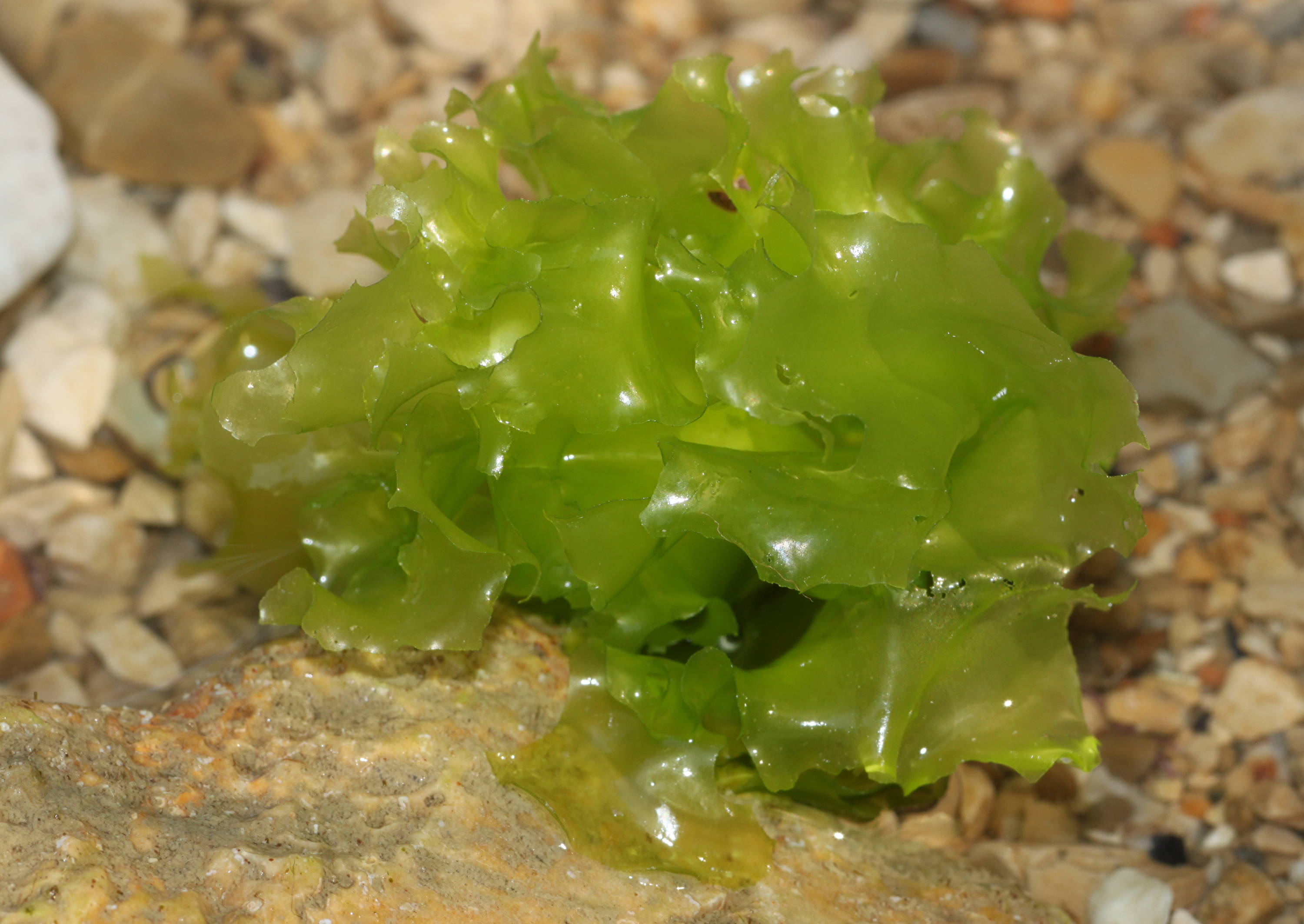
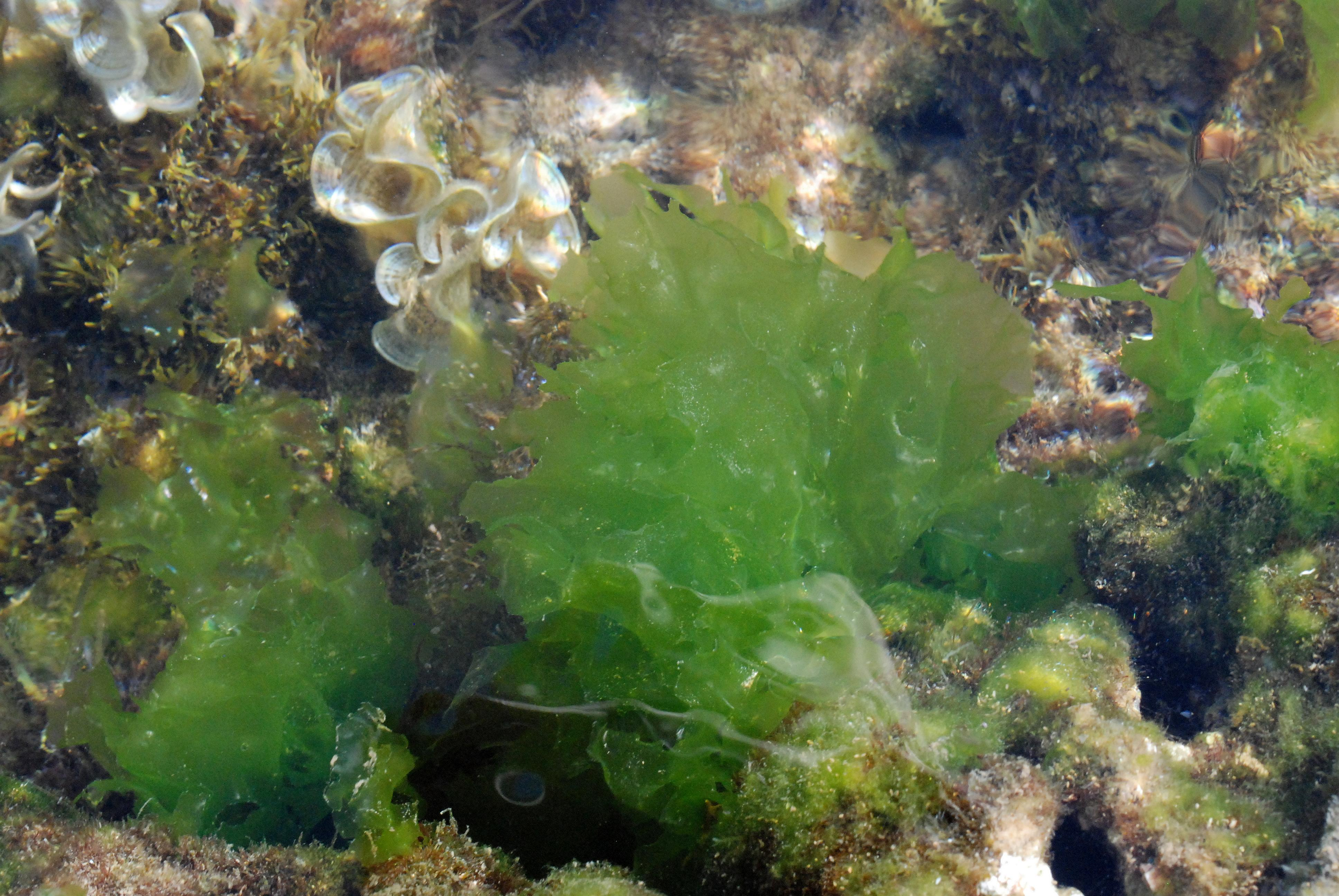
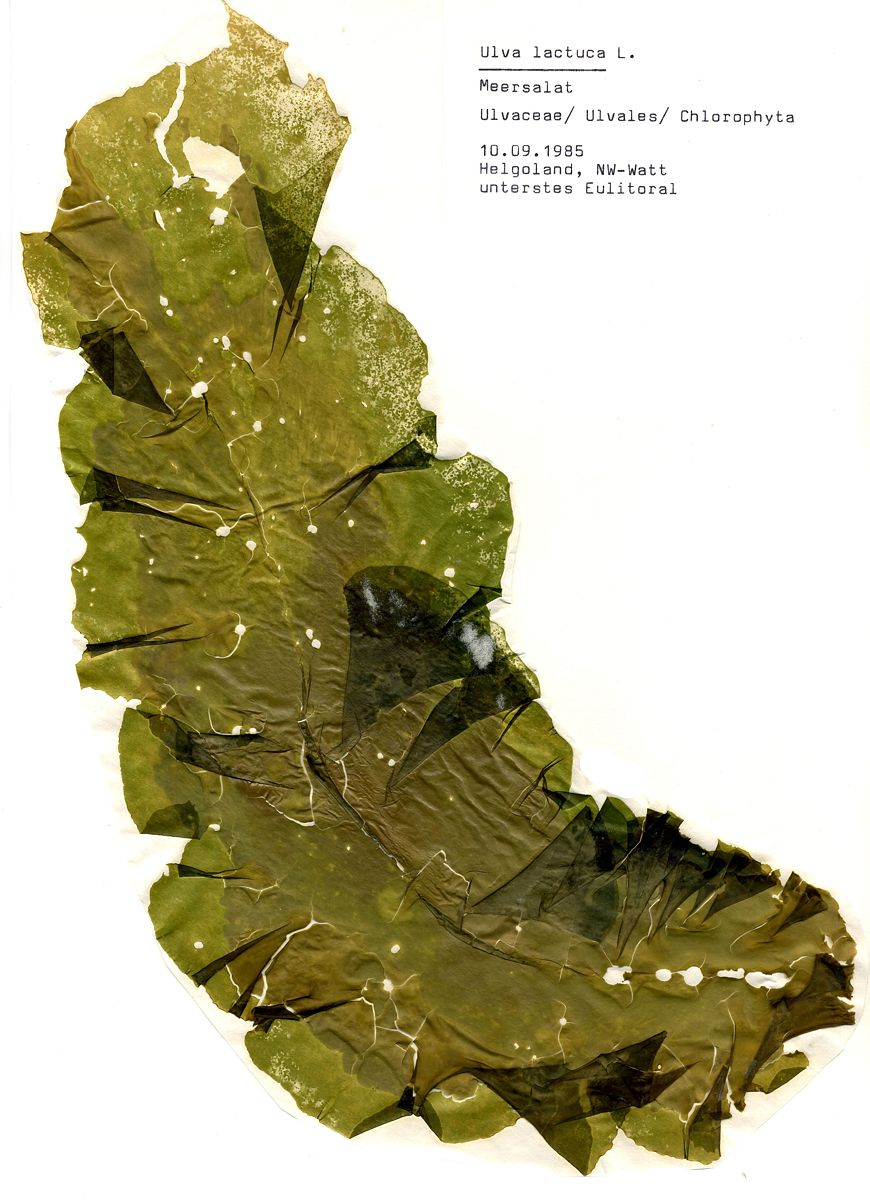
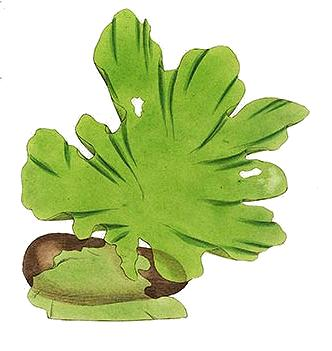